# Mary Lyon

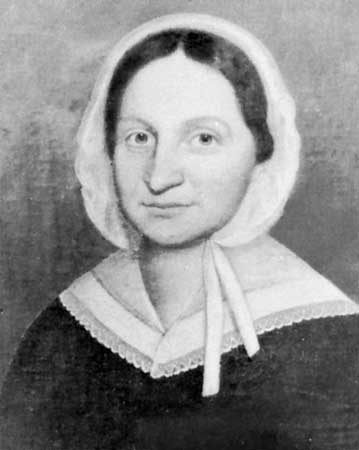
Mary Lyon

Mary Lyon (* 28. Februar 1797 in Buckland, Massachusetts; † 5. März 1849 in South Hadley, Massachusetts) war eine US-amerikanische Pädagogin und Frauenrechtlerin. Sie war die Gründerin und erste Präsidentin der Vorläuferschule der Frauenuniversität Mount Holyoke College in South Hadley.

## Leben und Wirken
Mary Lyon war eines von sieben Kindern von Aaron Lyon, einem Farmer, und seiner Frau Jemima Shepard. Bereits mit vier Jahren besuchte sie die Dorfschule. Sie war erst fünf Jahre alt, als ihr Vater bei einem Unfall starb. Später lebte sie bei Verwandten in Buckland und ging dort auch zur Schule. Durch Mitglieder des American Board of Commissioners for Foreign Missions wurde ihr Interesse für die Weltmission 1810 entfacht und durch die Predigten ihres Großonkels Enos Smith und ihres Lehrers Joseph Emerson genährt.
Ab 1814 gab Lyon Unterricht in ländlichen Schulen, um ihre Ausbildung zu finanzieren. Sie bekam nur 75 Cent pro Woche, ihre männlichen Kollegen dagegen 2 bis 3 US-Dollar. Zwischen 1817 und 1821 besuchte sie die Sanderson Academy in Ashfield, die Amherst Academy (Vorläufer des Amherst College) in Amherst und das Joseph Emerson’s Seminary in Byfield, wo sie sich mit der Lehrerin Zilpah Grant (1794–1874) und der Schriftstellerin Catharine Beecher (1806–1878) befreundete. Ihre Studienfächer waren Mathematik, Naturwissenschaften, Latein und Geschichte. Sie unterrichtete drei Jahre lang an der Sanderson Academy, bevor sie 1824 in Buckland eine eigene Schule eröffnete. In den folgenden vier Jahren arbeitete sie jeweils im Sommer zusammen mit Zilpah Grant zunächst am Adams Female Seminary in New Hampshire und später am Ipswich Female Seminary, wo sie ab 1828 ständig wirkte. In den Jahren reiste sie von Boston bis Detroit, um Geld für ein Mädchencollege zu sammeln.
Am 8. November 1837 eröffnete Mary Lyon in South Hadley das erste College für Frauen. Sie begann mit 80 jungen Frauen und ein Jahr später hatte sie bereits 200 Bewerbungen, konnte aber nur 90 weibliche Personen aufnehmen. Sie unterrichtete selbst Chemie und legte Wert auf die akademischen Fächer, Chorsingen, Bibelstudium, Gebet and Lobpreis. Denn dies alles könne hilfreich werden für die Bildung, die Weltmission und das Reich Gottes. Dieses College stellte den Anfang einer weit verbreiteten höheren Bildung für Frauen in den USA dar. 51 Jahre später hieß es ab 1888 Mount Holyoke Seminary and College und ab 1895 Mount Holyoke College und diente als Modell für die höhere Schulbildung von Frauen in den USA. Der Erfolg des Mount Holyoke College öffnete die Türen der Hochschulen für Frauen. Seit 1837, seit 175 Jahren haben über 33.000 Frauen eine Ausbildung am Mount Holyoke College absolviert.
Lyon erkrankte ernsthaft im Winter 1846 bis 1847 und starb am 5. März 1849 an den Folgen einer bakteriellen Hautkrankheit.

## Ehrungen
- 1987 wurde Lyon mit einer Serienbriefmarke des US-amerikanischen Postdienstes geehrt.
- 1993 wurde sie in die US-amerikanische National Women’s Hall of Fame aufgenommen.[4]

## Schriften
- A Missionary Offering, or Christian Sympathy, Personal Responsibility, and the Present Crisis of Foreign Missions, Crocker & Brewster, Boston 1843.